# Kajang (Indonésie)
Pour l’article homonyme, voir Kajang.
Kajang est un district d'Indonésie dans le kabupaten de Bulukumba, province de Sulawesi du Sud, dans l'île de Sulawesi.

## Langue et culture
Les habitants de Kajang parlent le konjo des montagnes.
Dans le village de Tana Toa, habite une population, les Ammatoa, qui maintient un mode de vie, des croyances et des rituels ancestraux. En Indonésie, on les appelle tout simplement les Orang Kajang ("gens de Kajang").